# Ungar-Too
Der Ungar-Too (auch: Ungar-Tepe) ist ein Berg im kirgisisch-usbekischen Grenzgebiet, der immer wieder Anlass für Spannungen zwischen den beiden Staaten ist.

## Bebauung
Auf dem Berg befindet sich eine wichtige Relaisstation, die von großer Bedeutung für kirgisische Telekommunikationsdienstleister ist. Insgesamt beschränkt sich die Bebauung des Ungar-Toos auf sechs Antennenmasten und wenige kleinere Gebäude.

## Konflikte
Als Folge der sowjetischen Grenzziehung in Zentralasien, die kaum ethischen und kulturellen Grenzen entspricht, gibt es in der Region an vielen Orten Grenzstreitigkeiten. Diese sorgen auch zwischen Usbekistan und Kirgisistan immer wieder für Spannungen, zuletzt entzündete sich im Jahr 2016 ein Konflikt unter anderem an der Frage nach der Zugehörigkeit des Ungar-Toos.
Am 22. August 2016 landeten sieben usbekische Sicherheitskräfte mit einem Hubschrauber auf dem Berg, nachdem sich bereits zuvor Spannungen zwischen den beiden Nachbarn auf Grund einer weiteren Territorialfrage entwickelt hatten. Bei der usbekischen Operation wurden vier kirgisische Arbeiter vorläufig festgenommen, die an der Relaisstation arbeiteten. Ihnen wurde der illegale Aufenthalt auf usbekischem Territorium vorgeworfen. Die kirgisischen Behörden forderten die sofortige Freilassung der Gefangenen und die Räumung des Bergs. Usbekistan hingegen beharrte auf dem Standpunkt, dass der Berg zum usbekischen Territorium gehöre, was auch aus einer Vereinbarungen aus dem Jahr 2006 hervorgeht, die während der Amtszeit des ehemaligen kirgisischen Präsidenten Bakijew geschlossen wurde. Der damalige kirgisische Präsident Atambajew verwies darauf, dass die Abkommen unter intransparenten Bedingungen und ohne Billigung des Parlaments geschlossen wurden.
Die usbekische Präsenz auf dem Berg blieb vorerst bestehen und wurde Anfang September 2016 auf 20 Personen erhöht. Die Besetzung des Ungar-Toos wurde auch als Druckmittel in weiteren akuten Streitfragen verwendet, bilaterale Verhandlungen blieben aber vorerst ergebnislos. Die vier kirgisischen Arbeiter wurden in einer Polizeiwache in Yangiqoʻrgʻon festgehalten. Die diplomatischen Bemühungen führten schließlich doch zur Freilassung der Gefangenen und zur Räumung des Bergs am 18. September.
In den folgenden Monaten kam es zu einer Annäherung zwischen den beiden Staaten und dem ersten Besuch einer kirgisischen diplomatischen Delegation in Usbekistan seit mehreren Jahren. Im Juli 2018 wurde ein Abkommen zwischen den Staaten geschlossen, das einige Grenzfragen klärte – der Ungar-Too wurde darin aber nicht erwähnt, sodass sein Status weiterhin ungeklärt bleibt.